# Krótka piłka (powieść)
Krótka piłka (ang. Drop Shot) – amerykańska powieść sensacyjna z 1996 r., autorstwa Harlana Cobena. Druga powieść, w której głównym bohaterem jest Myron Bolitar, były koszykarz i agent sportowy w jednej osobie. Polskie wydanie, w tłumaczeniu Zbigniewa Królickiego, ukazało się nakładem oficyny „Albatros” w 2003 r.

## Fabuła
Valerie Simpson, gwiazda tenisa, zostaje zastrzelona, a przed śmiercią próbowała umówić się z Myronem Bolitarem. Podejrzenie pada na czarnoskórego Duane’a Richwooda, który jako ostatni widział ofiarę żywą. Kiedy Myron Bolitar, wraz z przyjacielem Winem Lockwoodem, prowadzą śledztwo, orientują się, że podobne zabójstwo zostało popełnione na byłym narzeczonym Valerie, sześć lat wcześniej.